# Glyptostrobus europaeus
Glyptostrobus europaeus — це вимерлий вид хвойних дерев родини Cupressaceae, який знайдений у вигляді скам'янілостей по всій Північній півкулі. Назва роду походить від грецького "glypto", що означає рифлений або різьблений, і "strobilus", що означає шишка. Назва виду "europaeus" відноситься до того факту, що він був вперше описаний в Європі.

## Історія
Скам'янілі рештки Glyptostrobus були вперше описані як Taxodium europaeus Адольфом-Теодором Броньяртом у 1833 році та повторно віднесені до роду Glyptostrobus Освальдом Гіром у 1855 році. Деякі вважають, що поділ викопних представників роду на ряд інших видів базується на «дуже ненадійні критерії». Насправді було заявлено, що викопний Glyptostrobus, здається, не відрізняється суттєво від живих видів і «можливо, що дерево, яке зараз знаходиться на межі зникнення в Китаї, є третинним видом без змін».

## Опис
Як і живий Glyptostrobus, G. europaeus був листопадним і сезонно скидав свої гілочки. Листя має три типи листків: лускоподібні, голчасті, плоскі та довгасті, а також два перехідні типи. Усі вони розташовані спірально, але деякі закручені біля основи, щоб лежати у двох горизонтальних рядах. Насіннєві шишки грушоподібні (грушоподібні) довжиною до 20 мм і шириною до 10 мм. Вони складаються з здерев'янілих черепицевих (що перекриваються) лусочок приблизно трикутної форми, які розташовані на коротких гілочках із лускоподібним листям. Насіння до 13 мм завдовжки і 7 мм завширшки, крилате, від трикутної до сокироподібної форми. Шишки, що містять пилок, невеликі, кулясті, до 3 мм завдовжки і 3 мм завширшки.

## Вік і поширення
Залишки Glyptostrobus знайдені у відкладеннях ранньої крейди (аптський етап) до плейстоцену в Європі, Гренландії, Північній Америці та Азії. Протягом усього третинного періоду Glyptostrobus був основним компонентом північних лісів у низинних і болотистих районах, де в багатьох місцях він співіснував із Metasequoia occidentalis.